# Canton d'Auch-3
Le canton d'Auch-3 est une circonscription électorale française du département du Gers créée par le décret du 26 février 2014 et entrée en vigueur lors des premières élections départementales suivant la publication du décret.

## Histoire
Un nouveau découpage territorial du Gers entre en vigueur à l'occasion des élections départementales de 2015. Il est défini par le décret du 26 février 2014, en application des lois du 17 mai 2013 (loi organique 2013-402 et loi 2013-403). Les conseillers départementaux sont, à compter de ces élections, élus au scrutin majoritaire binominal mixte. Les électeurs de chaque canton élisent au Conseil départemental, nouvelle appellation du Conseil général, deux membres de sexe différent, qui se présentent en binôme de candidats. Les conseillers départementaux sont élus pour 6 ans au scrutin binominal majoritaire à deux tours, l'accès au second tour nécessitant 12,5 % des inscrits au 1er tour. En outre la totalité des conseillers départementaux est renouvelée. Ce nouveau mode de scrutin nécessite un redécoupage des cantons dont le nombre est divisé par deux avec arrondi à l'unité impaire supérieure si ce nombre n'est pas entier impair, assorti de conditions de seuils minimaux. Dans le Gers, le nombre de cantons passe ainsi de 31 à 17.
Le canton d'Auch-3 est formé de communes des anciens cantons de Auch-Sud-Est-Seissan (7 communes) et de Auch-Sud-Ouest (2 communes). Le canton est entièrement inclus dans l'arrondissement d'Auch. Le bureau centralisateur est situé à Auch.

## Représentation
| Période élective | Période élective | Mandat | Mandat   | Identité           | Nuance | Nuance | Qualité                                                           |
| ---------------- | ---------------- | ------ | -------- | ------------------ | ------ | ------ | ----------------------------------------------------------------- |
| 2015             | 2021             | 2015   | 2021     | Claude Bourdil     |        | PS     | conseiller municipal délégué d'Auch jusqu'en 2020                 |
| 2015             | 2021             | 2015   | 2021     | Cathy Daste-Leplus |        | PS     | adjointe au maire d'Auch                                          |
| 2021             | 2028             | 2021   | en cours | Camille Bonne      |        | PS     | Kinésithérapeute                                                  |
| 2021             | 2028             | 2021   | en cours | Cathy Daste-Leplus |        | PS     | adjointe au maire d'Auch Vice-Présidente du conseil départemental |

### Résultats détaillés

#### Élections de mars 2015
À l'issue du 1er tour des élections départementales de 2015, deux binômes sont en ballottage : Claude Bourdil et Cathy Daste-Leplus (PS, 45,01 %) et Josette Gesta et Roland Sturmel (DVD, 28,74 %). Le taux de participation est de 49,86 % (4 009 votants sur 8 040 inscrits) contre 60,11 % au niveau départemental et 50,17 % au niveau national.
Au second tour, Claude Bourdil et Cathy Daste-Leplus (PS) sont élus avec 60,67 % des suffrages exprimés et un taux de participation de 48,74 % (2 140 voix pour 3 919 votants et 8 040 inscrits).

#### Élections de juin 2021
Le premier tour des élections départementales de 2021 est marqué par un très faible taux de participation (33,26 % au niveau national). Dans le canton d'Auch-3, ce taux de participation est de 35,37 % (2 596 votants sur 7 339 inscrits) contre 44,9 % au niveau départemental. À l'issue de ce premier tour, deux binômes sont en ballottage : Camille Bonne et Cathy Daste-Leplus (DVG, 45,49 %) et Bertrand Gonthiez et Sophie Mallet (Union au centre, 21,12 %).
Le second tour des élections est marqué une nouvelle fois par une abstention massive équivalente au premier tour. Les taux de participation sont de 34,36 % au niveau national, 44,59 % dans le département et 35,46 % dans le canton d'Auch-3. Camille Bonne et Cathy Daste-Leplus (DVG) sont élus avec 66,71 % des suffrages exprimés (1 533 voix pour 2 603 votants et 7 340 inscrits),,.

## Composition
| Nom                          | Code Insee | Intercommunalité               | Superficie (km2) | Population (dernière pop. légale)               | Densité (hab./km2) | Modifier                                    |
| ---------------------------- | ---------- | ------------------------------ | ---------------- | ----------------------------------------------- | ------------------ | ------------------------------------------- |
| Auch (bureau centralisateur) | 32013      | CA Grand Auch Cœur de Gascogne | 72,48            | Fraction : 9 635 (2022) Commune : 22 825 (2022) | 315                | modifier les données · modifier les données |
| Auterive                     | 32019      | CA Grand Auch Cœur de Gascogne | 10,79            | 530 (2022)                                      | 49                 | modifier les données · modifier les données |
| Boucagnères                  | 32060      | CC du Val de Gers              | 6,16             | 205 (2022)                                      | 33                 | modifier les données · modifier les données |
| Durban                       | 32118      | CC du Val de Gers              | 17,40            | 136 (2022)                                      | 7,8                | modifier les données · modifier les données |
| Haulies                      | 32153      | CC du Val de Gers              | 10,13            | 152 (2022)                                      | 15                 | modifier les données · modifier les données |
| Lasseube-Propre              | 32201      | CC du Val de Gers              | 14,57            | 336 (2022)                                      | 23                 | modifier les données · modifier les données |
| Orbessan                     | 32300      | CC du Val de Gers              | 8,24             | 270 (2022)                                      | 33                 | modifier les données · modifier les données |
| Ornézan                      | 32302      | CC du Val de Gers              | 12,13            | 206 (2022)                                      | 17                 | modifier les données · modifier les données |
| Pessan                       | 32312      | CA Grand Auch Cœur de Gascogne | 26,87            | 659 (2022)                                      | 25                 | modifier les données · modifier les données |
| Sansan                       | 32411      | CC du Val de Gers              | 3,70             | 100 (2022)                                      | 27                 | modifier les données · modifier les données |
| Canton d'Auch-3              | 3206       |                                |                  | 12 229 (2022)                                   |                    | modifier les données                        |

Le canton d'Auch-3 comprend :
1. neuf communes entières,
2. la partie de la commune d'Auch non incluse dans les cantons d'Auch-1 et d'Auch-2.

## Démographie
En 2022, le canton comptait 12 229 habitants, en évolution de +4,65 % par rapport à 2016 (Gers : +1,04 %, France hors Mayotte : +2,11 %).
| 2013   | 2018   | 2022   |
| ------ | ------ | ------ |
| 11 385 | 12 321 | 12 229 |